# Megaderma
A Megaderma az emlősök (Mammalia) osztályának a denevérek (Chiroptera) rendjéhez, ezen belül az álvámpírok (Megadermatidae) családjához tartozó nem.

## Rendszerezés
A nembe az alábbi 2 alnem és 2 faj tartozik:
- Megaderma
  - maláj álvámpír (Megaderma spasma) típusfaj
- Lyroderma
  - nagy álvámpír (Megaderma lyra)